# Yeti Bears Eeklo
Yeti Bears Eeklo was een Belgische ijshockeyclub uit Eeklo. 

## Geschiedenis
De Yeti Bears speelden hun laatste seizoen in de Elite league, de hoogste afdeling van het Belgische ijshockey. De Yeti Bears werden nooit landskampioen maar werden wel kampioen in de lagere reeksen.